# Krowodrza (Kraków)

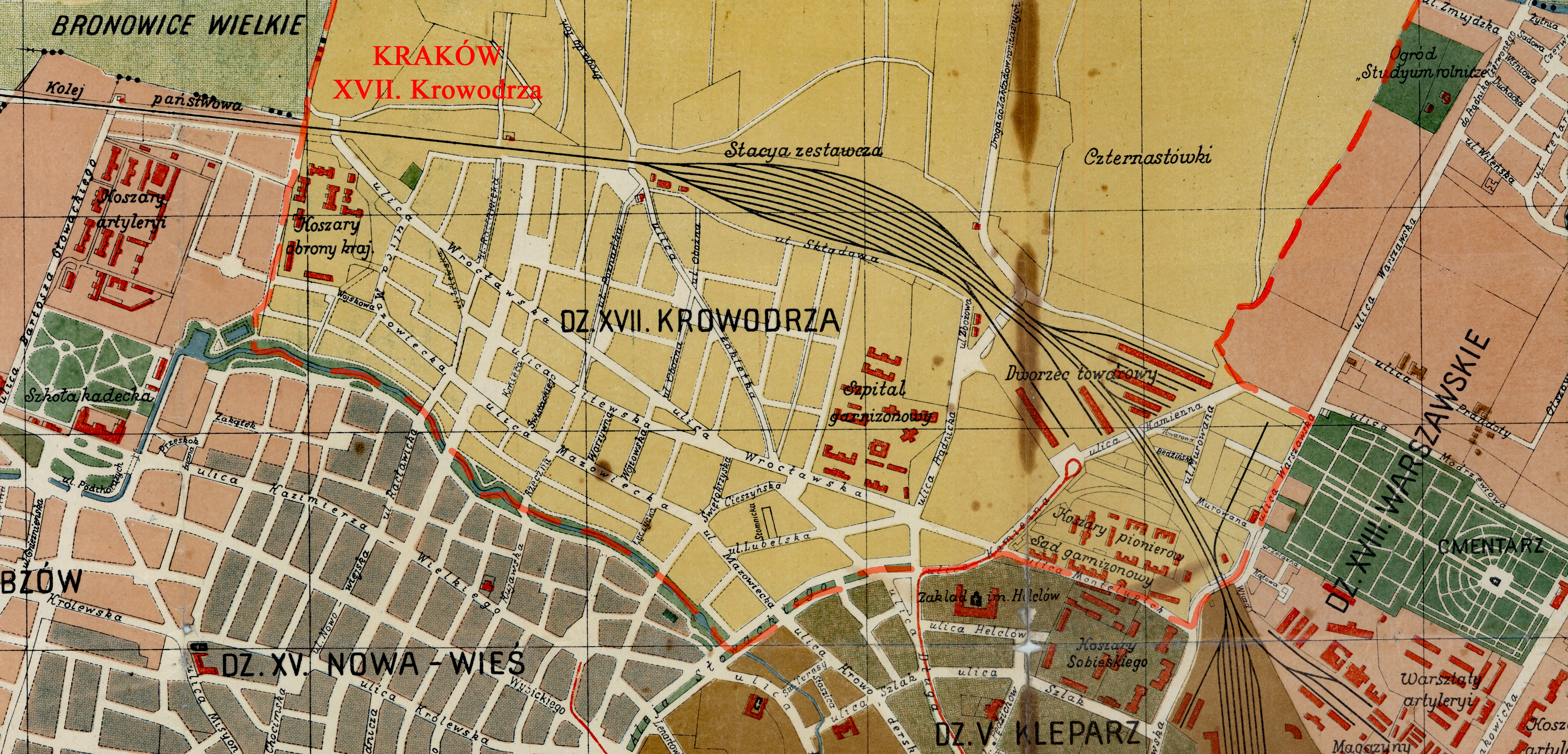
Krowodrza na planie z 1916 roku jako dzielnica Krakowa.

Krowodrza – obszar Krakowa usytuowany w dzielnicy V. Jest to dawne przedmieście Krakowa, które niegdyś było częścią Kleparza. Została 1 kwietnia 1910 przyłączona do Krakowa jako jego XVII dzielnica katastralna.

## Historia
Krowodrza składała się z folwarków, łąk, pól uprawnych, ogrodów. Częściowo wchodziła w skład tzw. Biskupiego, należącego do jurydyk duchownych; prawdopodobnie biskupi krakowscy mieli tu swój letni dwór. W miarę rozwoju miasta przedmieście to stawało się jedną z bardziej uprzemysłowionych części Krakowa.
Według austriackiego spisu ludności z 1900 w 187 budynkach w Krowodrzy na obszarze 421 hektarów mieszkało 5045 osób, z czego 4890 (96,9%) było katolikami, 121 (2,4%) wyznawcami judaizmu, 9 (0,2%) grekokatolikami, a 25 (0,5%) innej religii lub wyznania, 4623 (91,6%) było polsko-, 267 (5,3%) niemiecko-, 1 (0,1%) rusko-, a 114 (2,3%) innojęzycznymi.
Gdy w 1910 została włączona do Krakowa liczyła 5583 mieszkańców. W 1913 powstał tu, czynny do dziś, towarowy dworzec kolejowy.
Okres powojenny przyniósł bardzo zdecydowany rozwój Krowodrzy jako dzielnicy wielkomiejskiej. Przemiany te następowały w oparciu o kolejne plany zagospodarowania przestrzennego Krakowa, szczególnie z lat 1954 i 1964. Północna granica dawnej Krowodrzy podkreślona została przebiegiem nowej arterii – ul. Opolskiej.
W okresie powojennym następowały kolejne zmiany przynależności Krowodrzy w ramach podziałów administracyjnych miasta. W 1954 roku zlikwidowano funkcjonujący dotąd podział na dzielnice katastralne. Od tego czasu do 1973 roku Krowodrza należała do wielkiej dzielnicy Kleparz, wraz z Bronowicami Małymi i Bronowicami Wielkimi, Górką Narodową, Prądnikiem Białym, Toniami i Witkowicami. W związku z wprowadzeniem 1 stycznia 1973 roku nowego podziału administracyjnego Krakowa na cztery wielkie dzielnice: Śródmieście, Podgórze, Nową Hutę i Krowodrzę, dawna wieś Krowodrza znalazła się w latach 1973–1990 w granicach wielkiej dzielnicy nazwanej od jej imienia.

## Podział Krowodrzy z 1991
Przemiany samorządowe Krakowa po przełomie roku 1989 oddziałały również na Krowodrzę. Podział administracyjny z roku 1991 powrócił do mniejszych jednostek (powstało ich 18), bardziej odpowiadających interesom i więziom lokalnych społeczności. Większość historycznej Krowodrzy, po linię kolejową Kraków-Katowice, znalazła się w samorządowej Dzielnicy V, która objęła również Nową Wieś i Łobzów. Północna, oddzielona linią kolejową część Krowodrzy włączona natomiast do Dzielnicy IV.

## Galeria

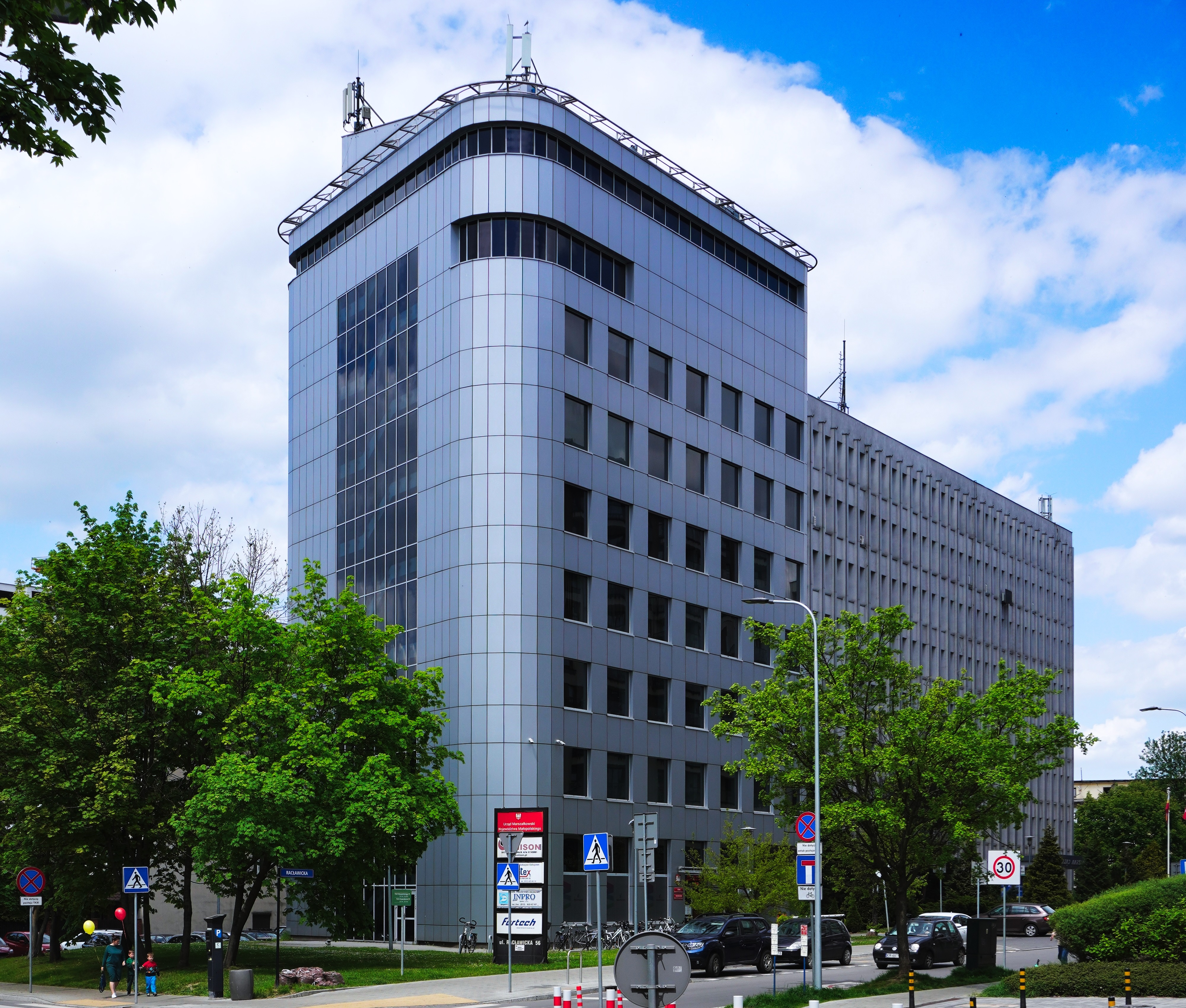
Urząd Marszałkowski Województwa Małopolskiego
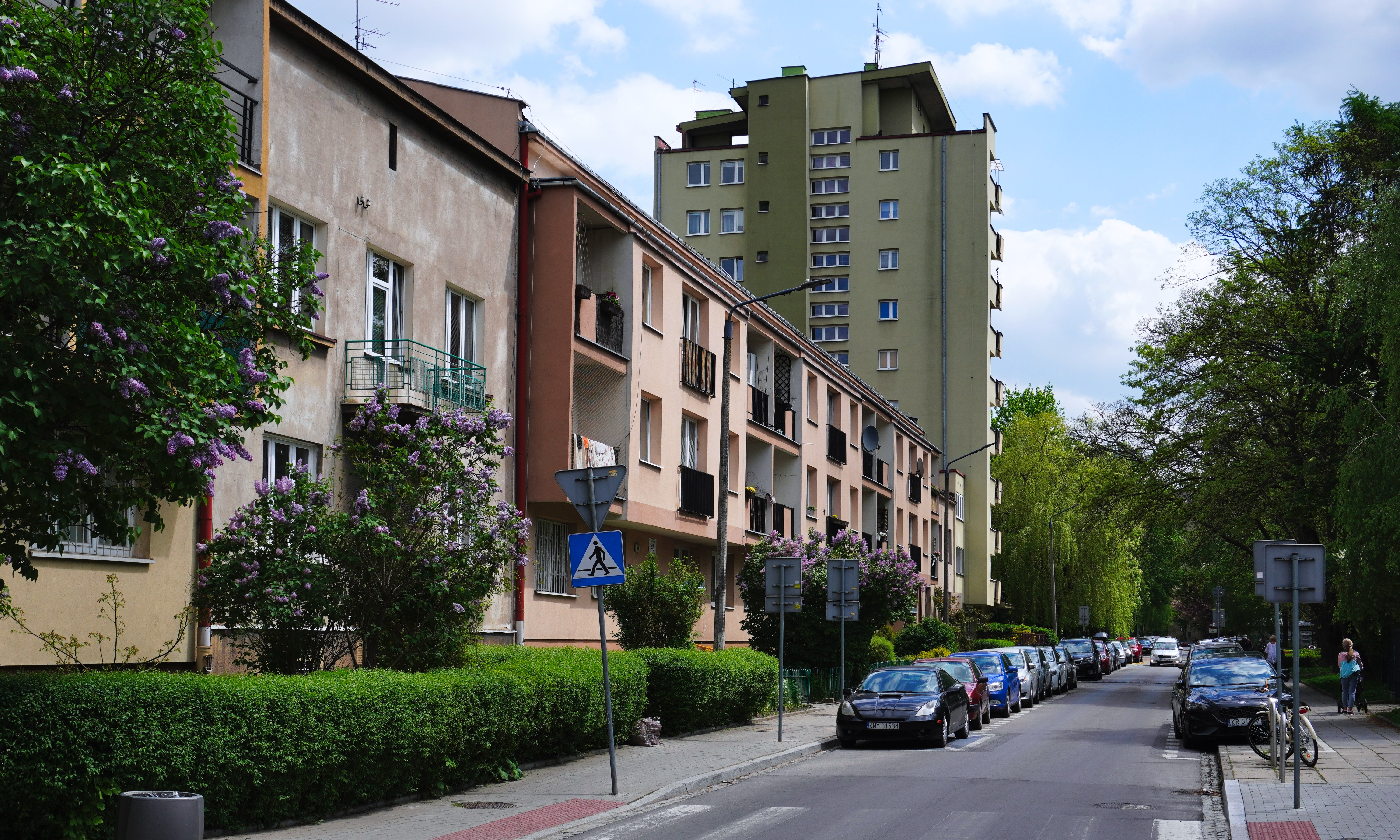
Ulica Litewska
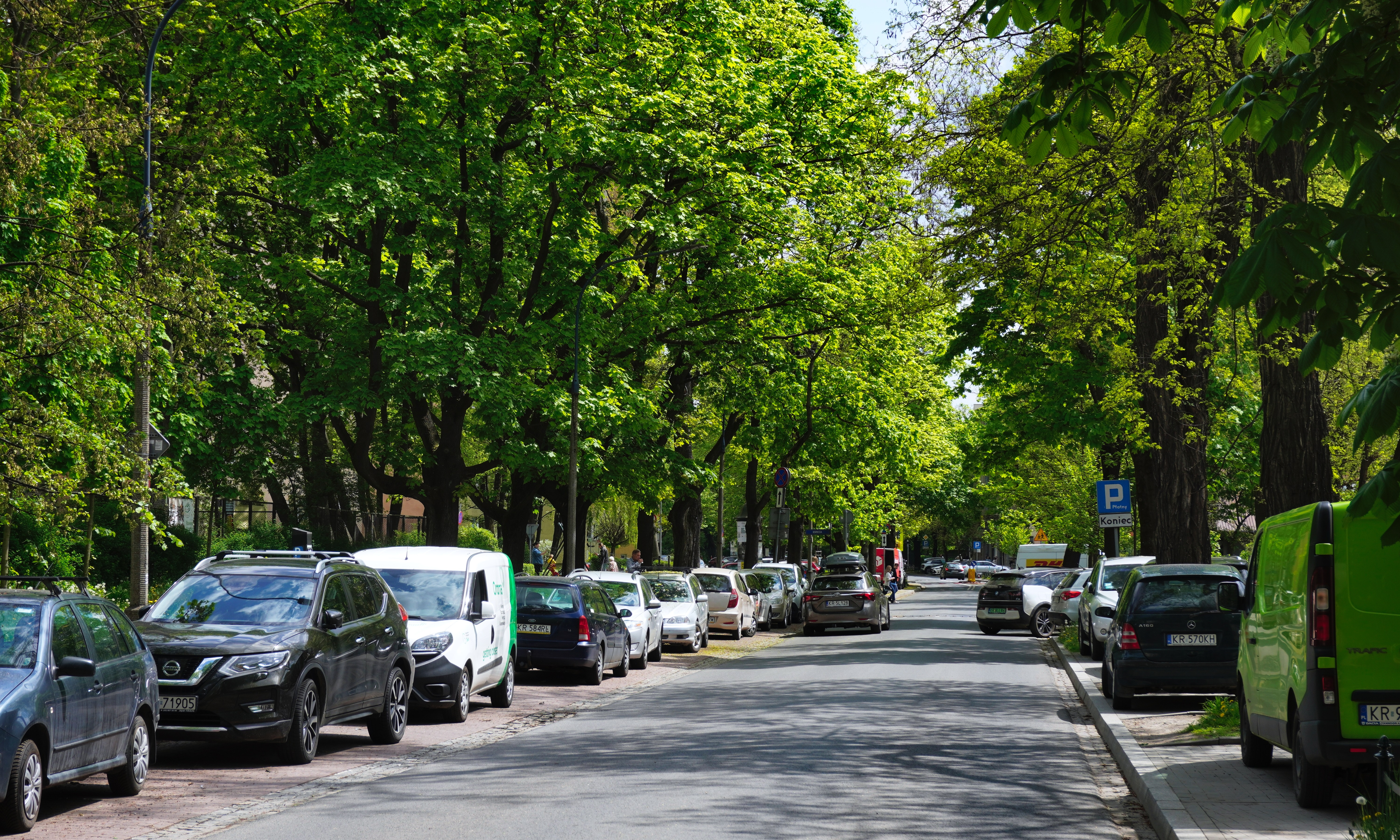
Ulica Mazowiecka
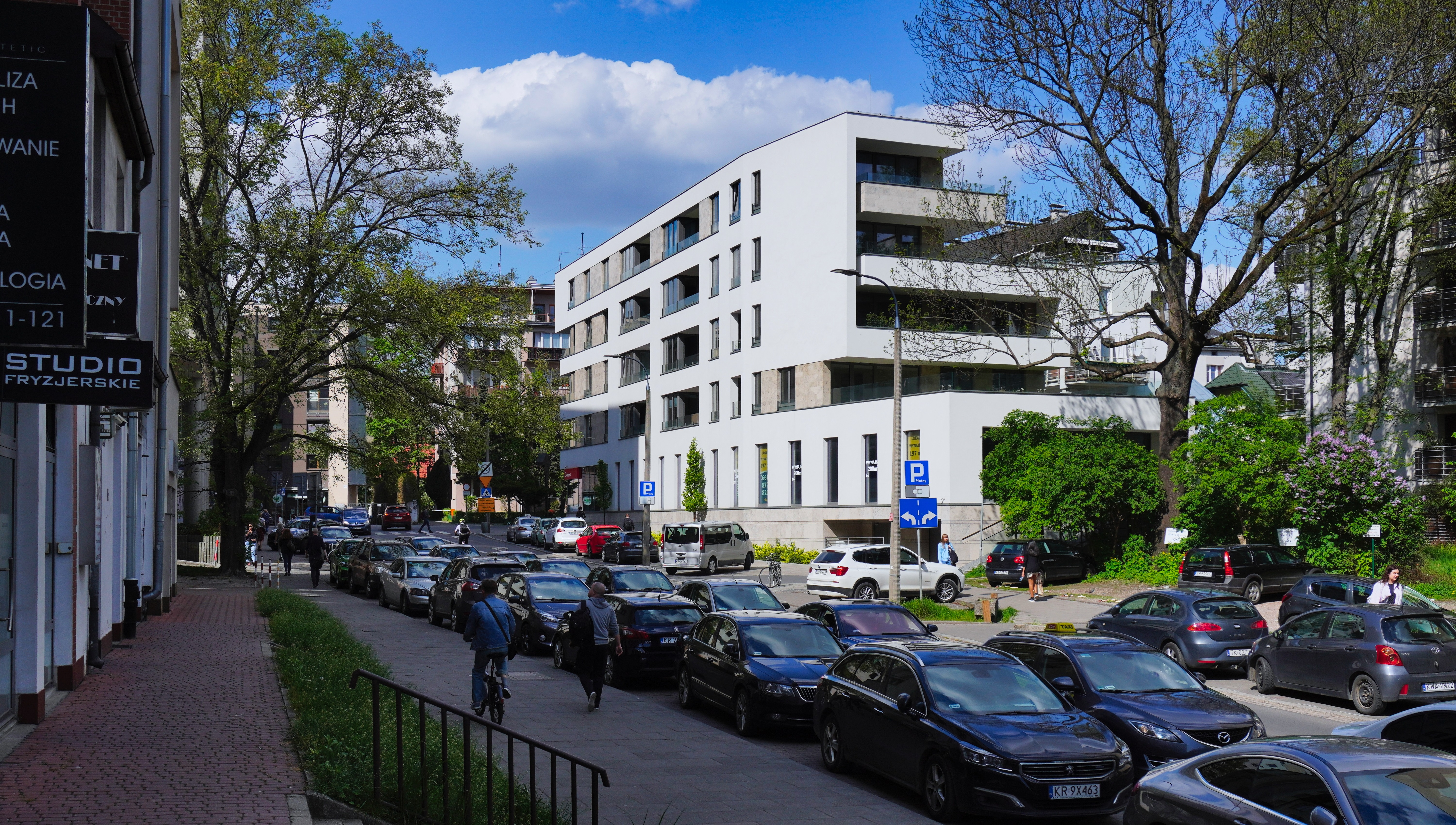
Ulica Świętokrzyska
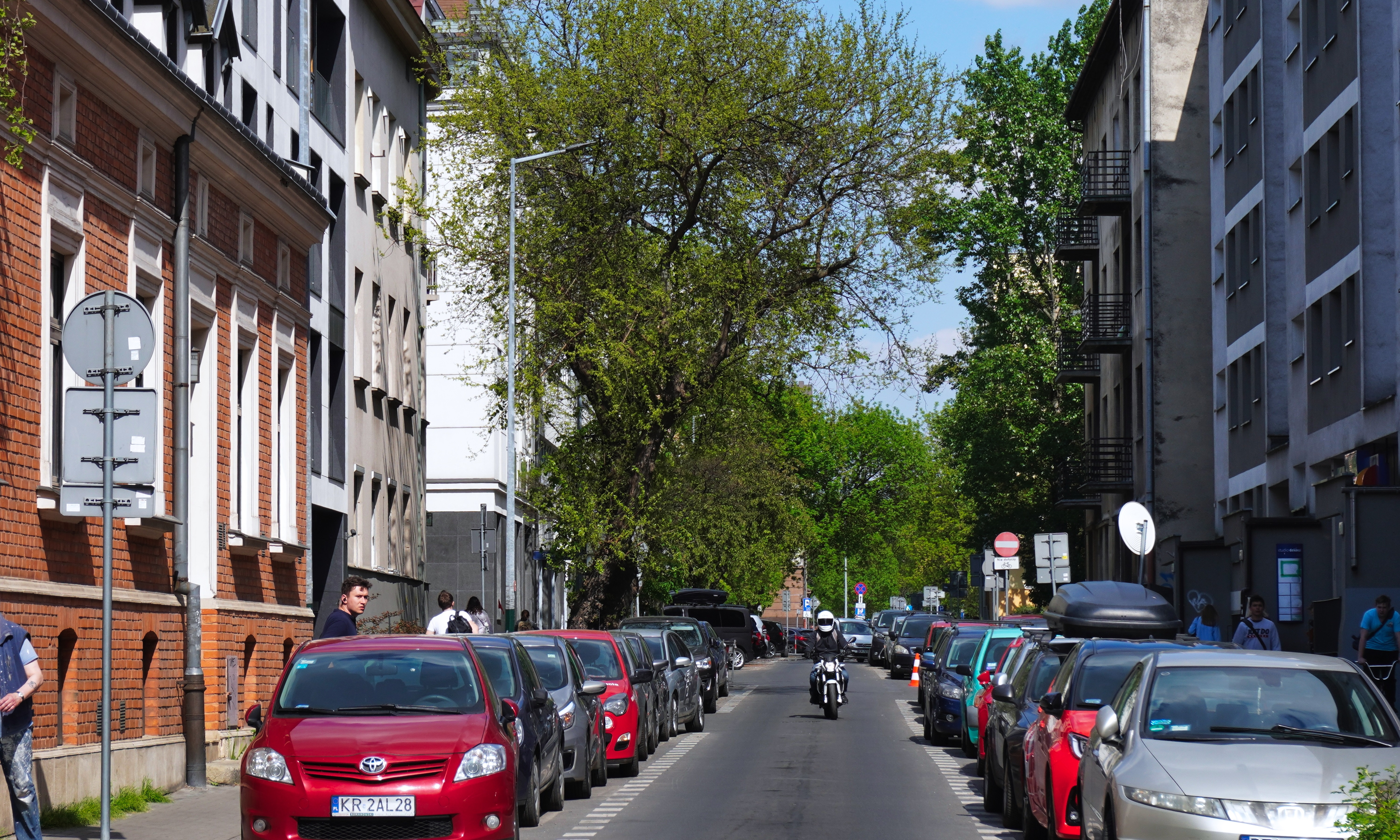
Ulica Lubelska
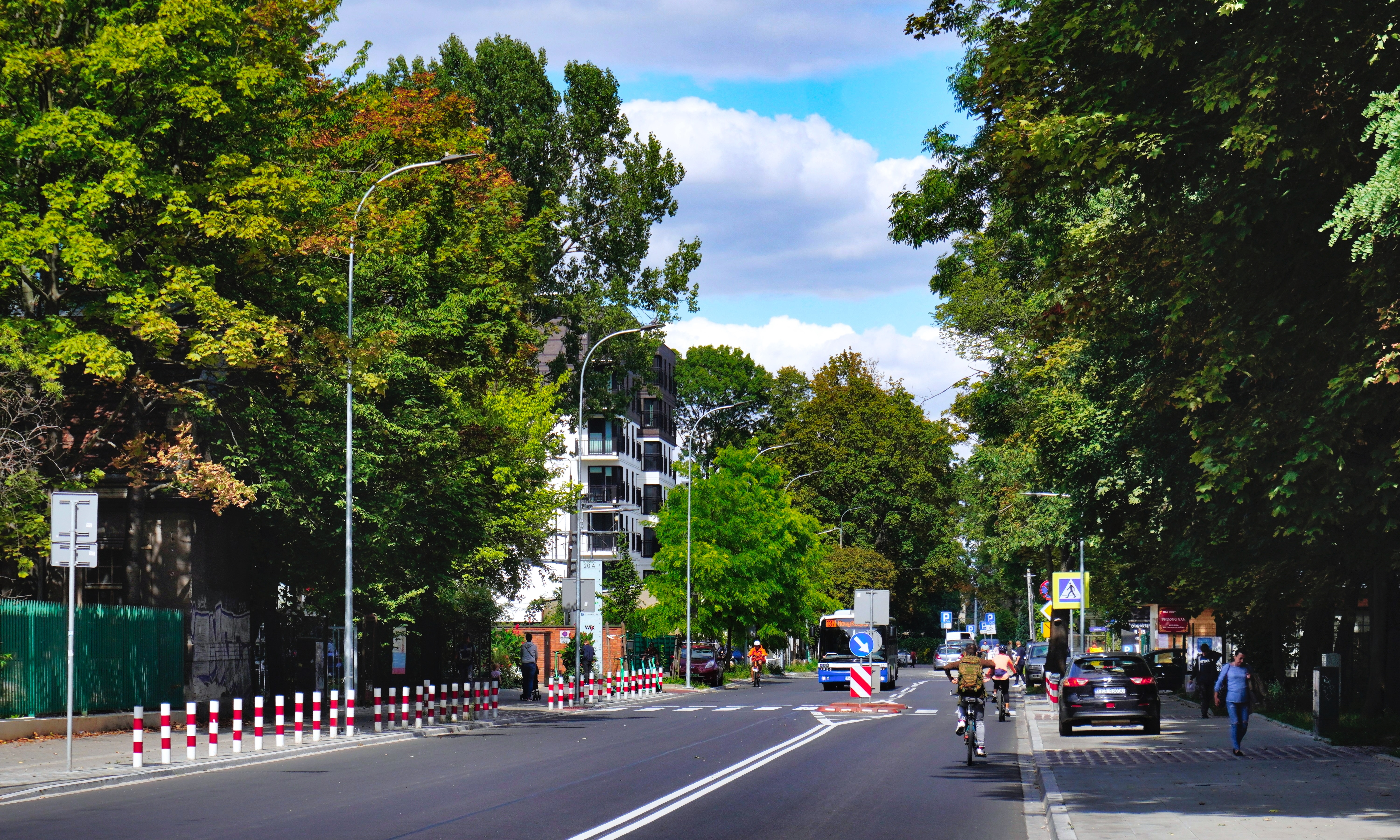
Ulica Prądnicka
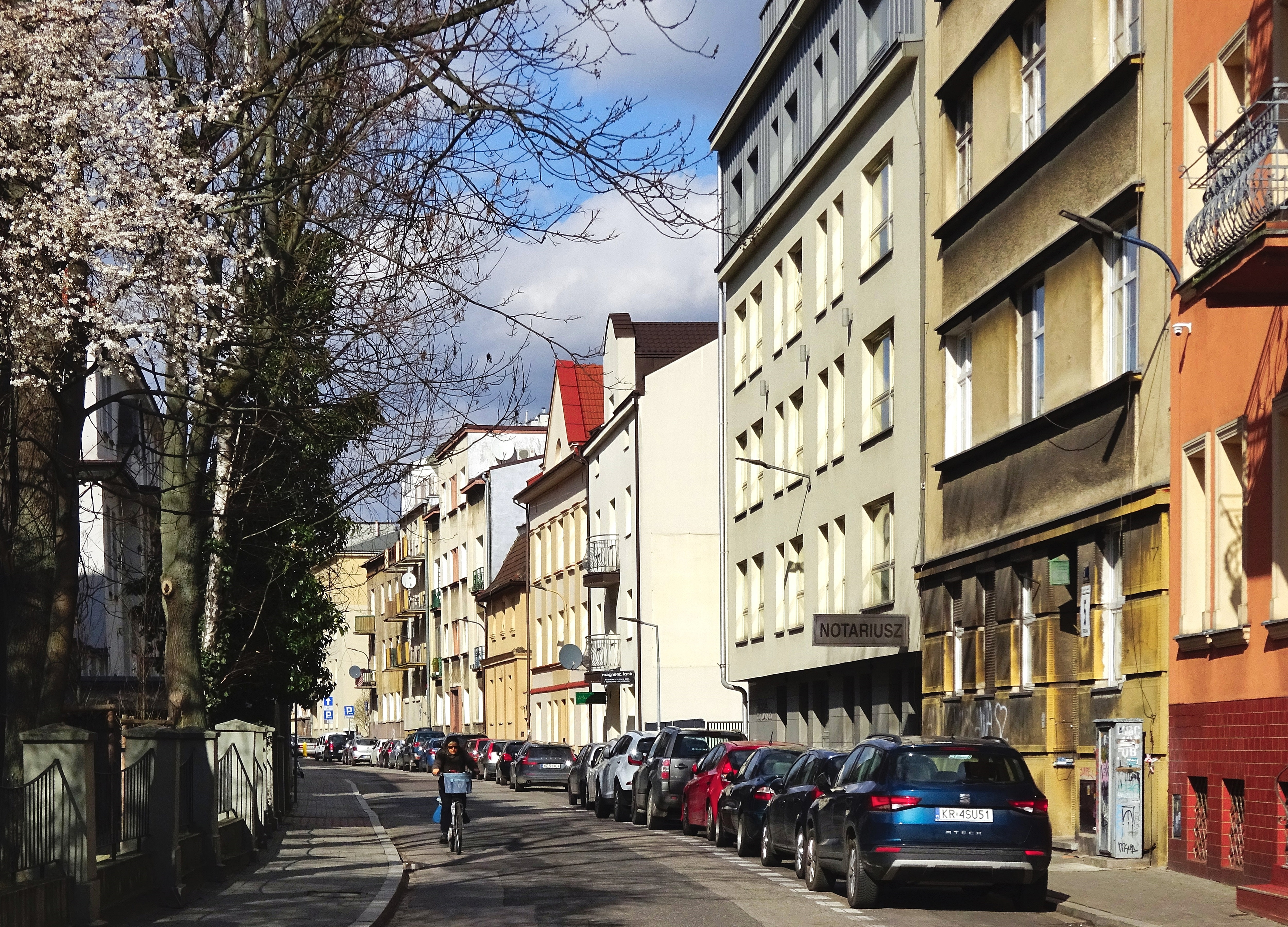
Ulica Józefa Friedleina
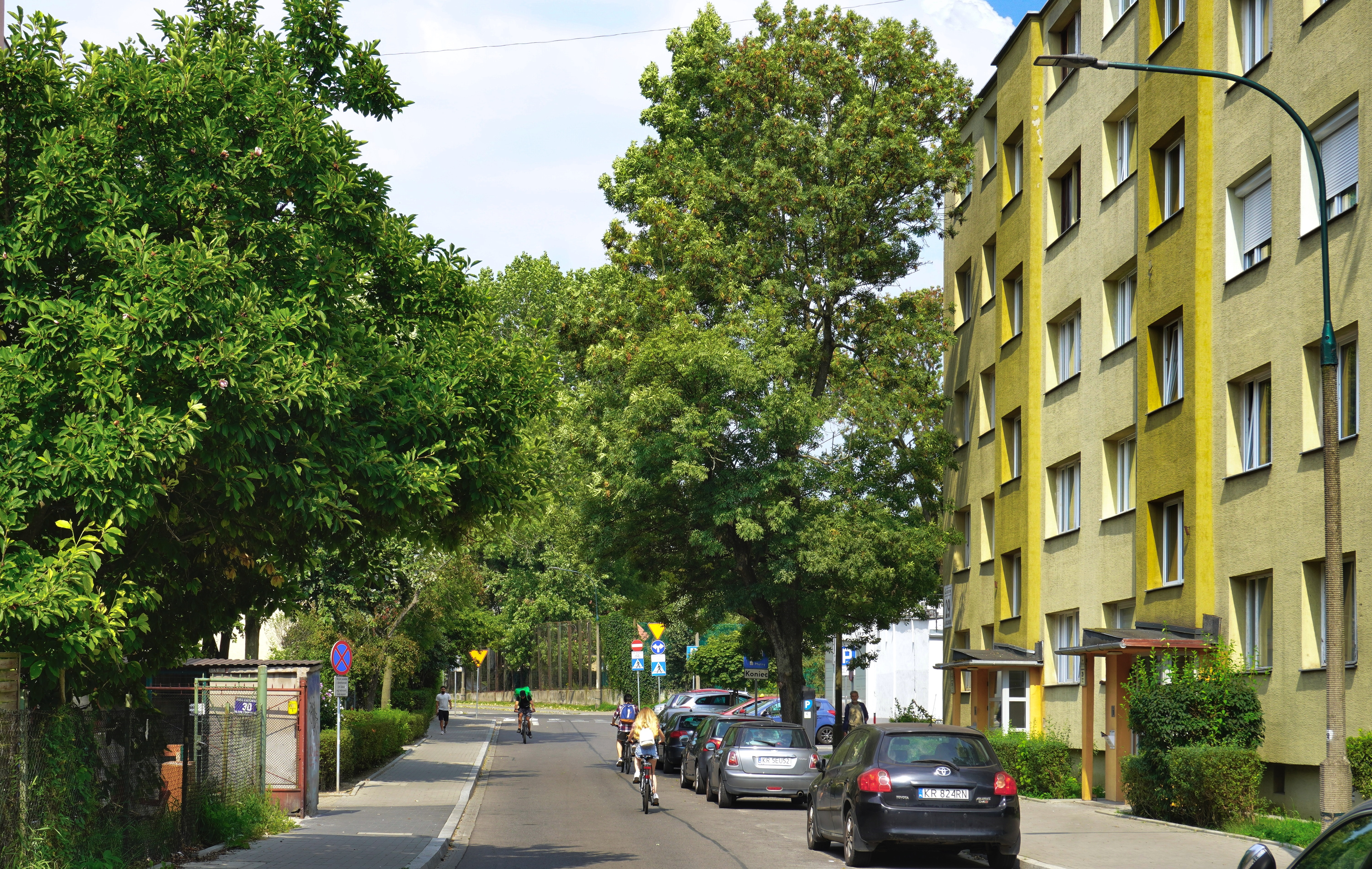
Ulica Racławicka
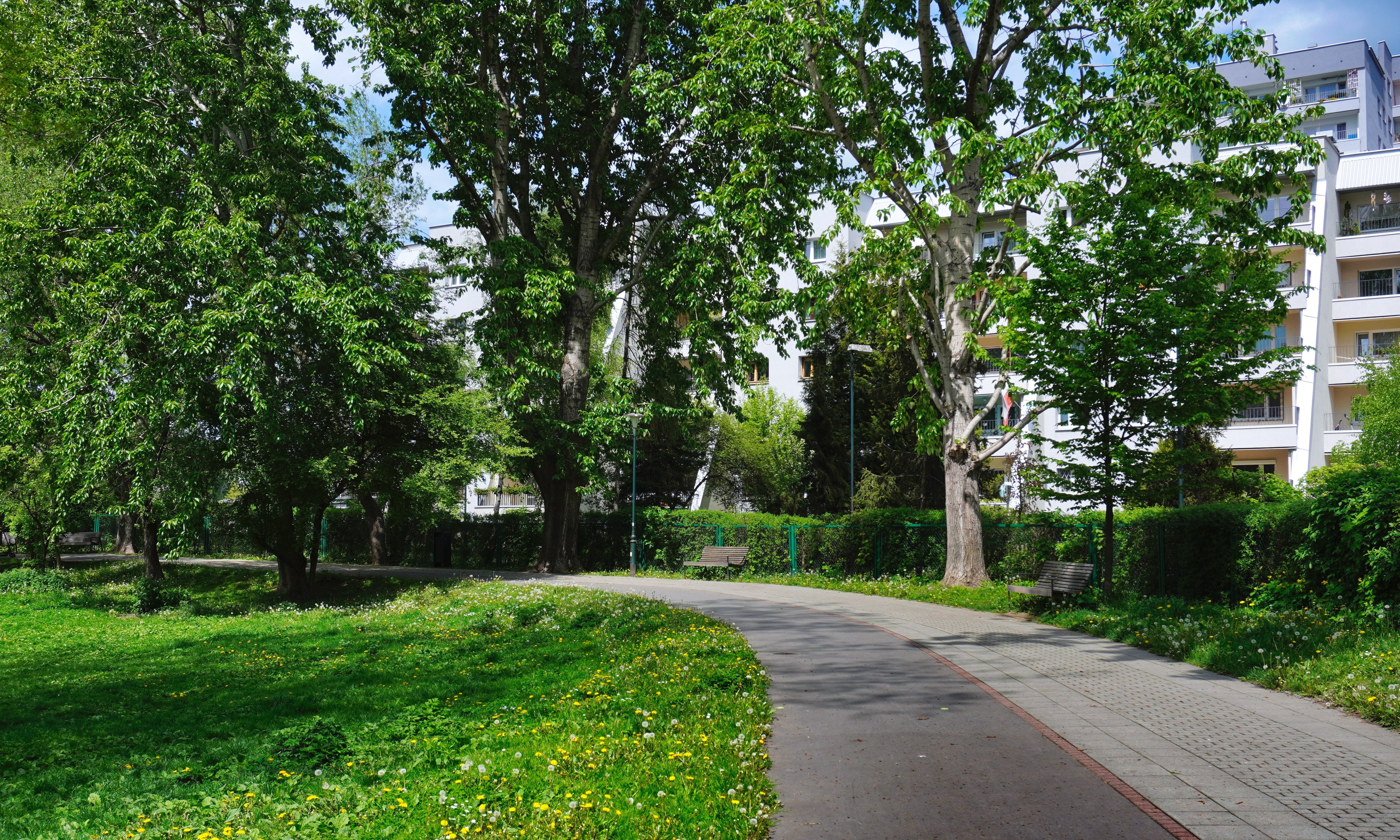
Młynówka Królewska
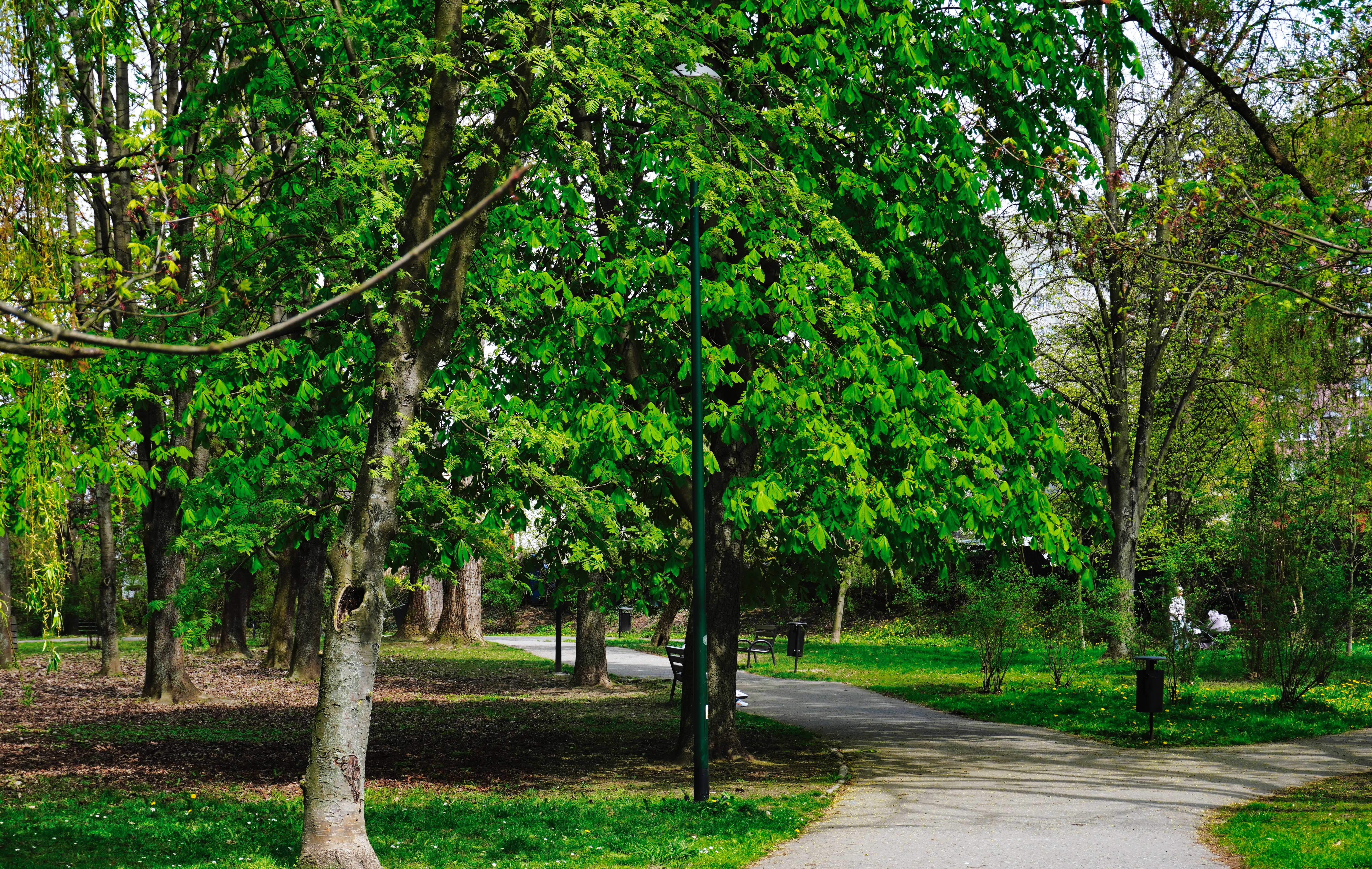
Park im. Stanisława Wyspiańskiego
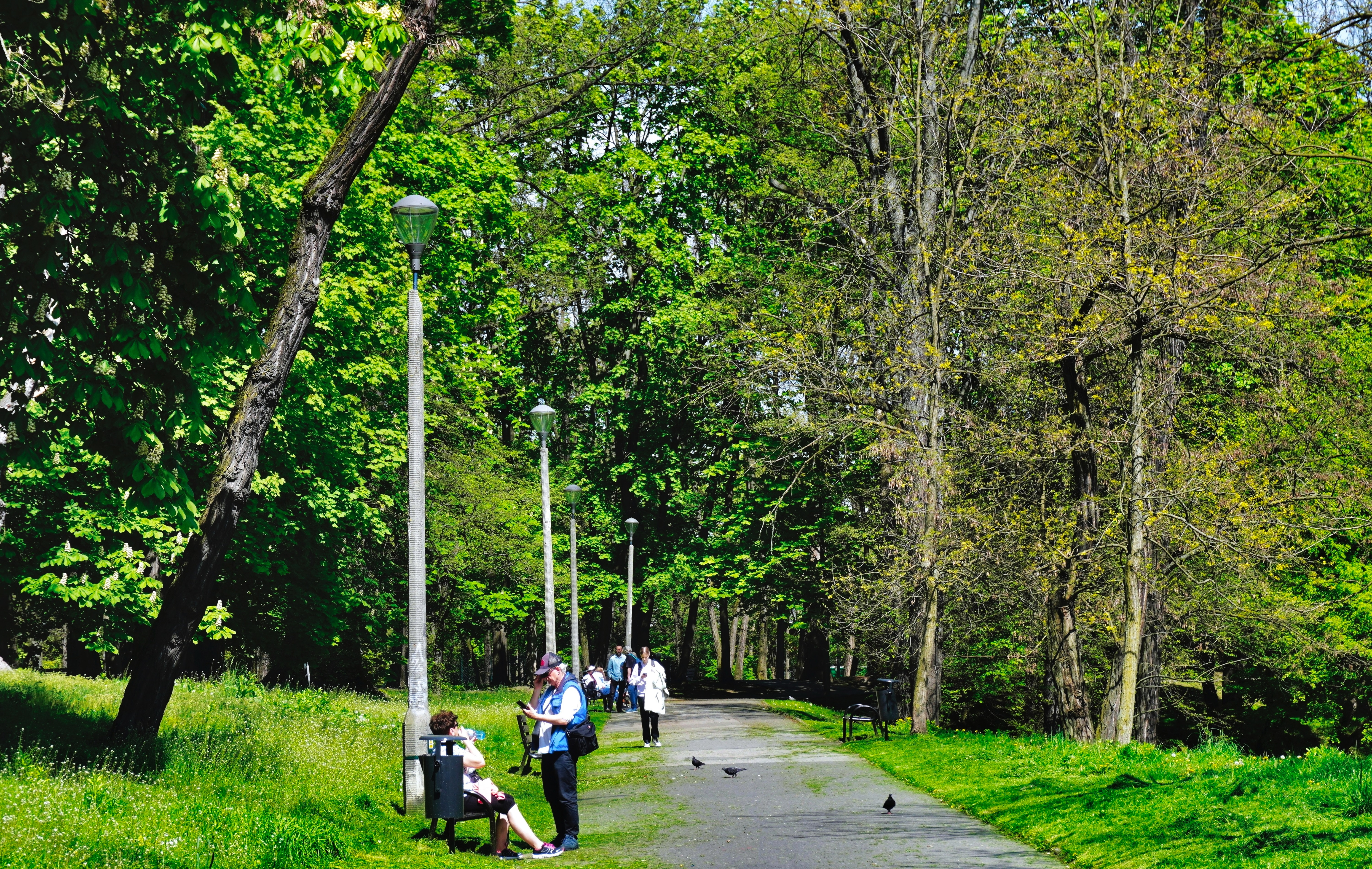
Park Kleparski